# Lasia
Lasia é um género botânico pertencente à família Araceae.

## Espécies
- Lasia aculeata Loureiro
- Lasia spinosa